# Yacambuia yacambuiensis
Yacambuia yacambuiensis is een hooiwagen uit de familie Zalmoxioidae.